# Solenopsis geminata
Solenopsis geminata (лат.) — вид жалящих муравьёв из группы опасных инвазивных огненных муравьёв (Solenopsis, Solenopsidini). Имеет почти космополитное распространение, благодаря торговым перевозкам был непреднамеренно интродуцирован во многие страны.

## Распространение
Глобальный инвазивный вид. Со своей предположительной американской родины (где он встречается от США и Канады до Аргентины) интродуцирован в Африку, Азию, Австралию, Европу (обнаружен в одной из оранжерей в Лондоне), на Мадагаскар и многие океанические острова (Вануату, Галапагосские острова, Гавайские острова, Гуам, Канарские острова, Кирибати, Маршалловы острова, Новая Каледония, Самоа, Фиджи, Шри-Ланка).

## Описание
Длина рабочих 3—5 мм (самки до 8 мм), окраска тела желтовато-рыжая (самки красновато-коричневые, самцы — бурые). Усики 10-члениковые с булавой из двух сегментов. Проподеум невооружённый, без зубцов или шипиков. Между грудкой и брюшком расположен тонкий стебелёк, состоящий из двух члеников (петиоль + постпетиоль). Строят земляные гнёзда, включающие более 100 тыс. муравьёв. Встречаются колонии двух типов: полигинные (с несколькими матками) и моногинные (с одной). Вид был впервые описан в 1804 году датским энтомологом Иоганном Фабрициусом по двум самкам из Центральной Америки в составе рода муравьёв-листорезов Atta. И только в 1863 году австрийский мирмеколог Густав Майр включил его в состав рода Solenopsis Westwood, 1840.
Диплоидный набор хромосом 2n = 32.
В муравейниках встречаются мирмекофильные сосущие соки из корней растений мучнистые червецы, например, Phenacoccus solenopsis (Pseudococcidae).

## Значение
Solenopsis geminata, как и другие огненные муравьи, обладают сильным ядом и жалом. Они быстро и агрессивно реагируют на любое нарушение муравейника или источника питания. Один муравей может жалить неоднократно и будет продолжать жалить, даже если весь яд будет исчерпан. Первоначально ужаление проявляется в локализованном интенсивном жжении (отсюда и название «огненные» муравьи). Затем следует покраснение и отёк окружающих тканей кожи. У некоторых людей ужаление может привести к тяжелой аллергической реакции. Муравьи также могут оказывать отрицательное влияние на местную флору и фауну (в том числе, снижая численность гусениц и яиц бабочек и вытесняя аборигенные виды других муравьёв), благодаря агрессивному поведению и разведению сосущих соки растений равнокрылых насекомых (тлей, червецов и щитовок).
Может выступать в качестве важных агентов биологического контроля и борьбы с вредителями. Например, S. geminata способен уменьшить популяцию гусениц бабочек-совок Spodoptera frugiperda и Agrotis sр. (Noctuidae), жуков-долгоносиков Listronotus sр. (Curculionidae) на кукурузных плантациях. Также питаются яйцами, нимфами и взрослыми особями кровососущих клопов Triatoma gerstaeckeri (Reduviidae).

## Биохимия
В составе метаплевральных желёз заднегрудки рабочих муравьёв, играющих важную роль в жизни колонии (антибактериальную, антигрибковую, функцию распознавания соплеменников по гнезду), обнаружены олеиновая (C17H33COOH), стеариновая (C18H36O2), линолеевая (C18H32O2) и пальмитиновая (C16H33O2) жирные кислоты. В составе постфарингеальных желёз головы рабочих муравьёв обнаружены трикозан (C23H48), трикозен, доказан (C22H46), генеикозан (C21H44), генеикозен и другие углеводороды.

### Феромоны
В составе различных желёз обнаружены следующие феромонные вещества:
- (2S,6R)-2-метил-6-ундецилпиперидин (C17H35N), феромон ядовитой железы. Известен только у других огненных муравьёв (Solenopsis invicta, Solenopsis richteri, Solenopsis saevissima, Solenopsis xyloni)[11]
- (2R,6S)-2-метил-6-Z4-тридеценил-пиперидин (C19H37N), феромон ядовитой железы[12]
- альфа-селинен, или 1,2,3,4,4a,5,6,8a-октагидро-4a,8-диметил-2-(проп-1-ин-2-ил)-нанафталин (C15H24), феромон[7]
- инвиктолид, или тетрагидро-3,5-диметил-6-(1-метилбутил)-2H-пиран-2-он (C12H22O2), феромон[7]

## Касты

### Рабочий
Каста рабочих полиморфная (в одной семье встречаются особи от мелких до крупных размеров с разницей примерно в 2 раза). Жвалы с 4 зубцами. Глаза мелкие (около 20 фасеток). Длина головы (HL) — 1,06-2,20 мм, длина глаза — 0.15-0.29 мм, индекс головы (соотношение ширины и длины, CI) — 92-108, индекс скапуса усика (SI) — 47-84. Тело с многочисленными отстоящими волосками (длина волосков 0,13-0,37 мм).
- Голова малого рабочего
- Вид сбоку
- Вид сверху

- Голова крупного рабочего
- Вид сбоку
- Вид сверху

### Самка
Длина тела 7,5-8 мм.
- Голова самки
- Вид сбоку
- Вид сверху

### Самец
- Голова самца
- Вид сбоку
- Крыло
- Вид сверху

## Систематика
Кладистический анализ с использованием данных ДНК показал, что тропический огненный муравей (Solenopsis geminata) относится к комплексу близких видов Solenopsis geminata complex (Solenopsis aurea, Solenopsis geminata, Solenopsis xyloni и другие виды). В свою очередь, этот комплекс вместе с красным огненным муравьём (Solenopsis invicta) и несколькими родственными видами (Solenopsis saevissima Smith, 1855, Solenopsis daguerrei Santschi, 1930, Solenopsis richteri Forel, 1909, и другими) относится к группе видов Solenopsis saevissima species-group.